# Malta Eurovision Song Contest 2023
Der Malta Eurovision Song Contest 2023 fand zwischen dem 13. Januar und dem 11. Februar 2023 statt und war der maltesische Vorentscheid für den Eurovision Song Contest 2023 in Liverpool (Vereinigtes Königreich). Es gewann die Band The Busker mit dem Lied Dance (Our Own Party).

## Format

### Konzept
Am 2. September 2022 bestätigte die maltesische Rundfunkanstalt Public Broadcasting Services (PBS) Maltas Teilnahme am Eurovision Song Contest 2023. Gleichzeitig gab TVM bekannt, dass die Vorentscheidung Malta Eurovision Song Contest erneut stattfinden sollte. Im Gegensatz zum Vorjahr wird es jedoch nun vier Viertelfinale und ein Halbfinale geben. Auch wird die Anzahl der Teilnehmer auf 40 angehoben. Pro Viertelfinale werden 10 Lieder antreten, von denen 6 in die nächste Runde aufsteigen. Aus diesen 24 Beiträgen werden im Halbfinale die 16 Finalisten ausgewählt werden.

### Beitragswahl
Zwischen dem 17. und 31. Oktober 2022 war es interessierten Künstlern möglich Beiträge einzureichen. Die Interpreten mussten dabei maltesische Staatsbürger sein, für die Komponisten gab es keine Beschränkungen. Eine Jury wählte anschließend aus den eingereichten Beiträgen die 40 Teilnehmer aus.

### Moderation
Am 10. Januar 2023 gab PBS bekannt, dass die Sendung wie im Vorjahr von Ryan und Josmar moderiert wird.

## Teilnehmer
Die Teilnehmer und ihre Lieder wurden am 21. November 2022 bekanntgegeben. Fabizio Faniello nahm bereits beim Eurovision Song Contest 2001 und 2006 für Malta teil. Francesca Sciberras war Teilnehmerin beim Junior Eurovision Song Contest 2009 für Malta. Ebenso nahm Eliana Gomez Blanco bereits am Junior Eurovision Song Contest teil, und zwar 2019. Jessika nahm 2018 gemeinsam mit Jenifer Brening für San Marino am Eurovision Song Contest teil.

## Viertelfinale
Am 27. November wurde durch eine Auslosung festgelegt, welcher Interpret das erste Viertelfinale eröffnen bzw. das vierte und letzte Viertelfinale beschließen werde.

### Erstes Viertelfinale
Das erste Viertelfinale fand am 13. Januar 2023 statt. Folgende Künstler nahmen daran teil.
| Startnr. | Interpret           | Lied Musik (M) und Text (T)                                                   | Sprache                        | Übersetzung (inoffiziell) |
| -------- | ------------------- | ----------------------------------------------------------------------------- | ------------------------------ | ------------------------- |
| 1        | Haley               | Tik Tok M/T:: Philip Vella, Gerard James Borg                                 | Maltesisch                     | -                         |
| 2        | Stefan              | What do you Want? M/T:: Richard Micallef, Aidan O’Connor                      | Englisch                       | Was willst du?            |
| 3        | Clintess            | Lura Qatt M/T:: Dominic Cini, Etienne Micallef                                | Maltesisch                     | Niemals zurück            |
| 4        | Fabrizio Faniello   | Try To Be Better M/T:: Johan Bejerholm                                        | Englisch                       | Versuche besser zu sein   |
| 5        | Eliana Gomez Blanco | Guess what M/T:: Ray Agius, Alfred C. Sant                                    | Englisch                       | Rate mal                  |
| 6        | Christian Arding    | Eku Ċar M/T:: Jan van Dijck, Emil Calleja Bayliss                             | Maltesisch                     | Klares Echo               |
| 7        | Jason Scerri        | Anything can happen M/T:: Jason Scerri                                        | Englisch                       | Alles kann passieren      |
| 8        | Maria Debono        | X’allegrija M/T:: Cyprian Cassar, Muxu, Maria Debono                          | Maltesisch                     | Was ein Spaß              |
| 9        | Geo Debono          | The Mirror M/T:: Daniele Moretti, Natasha Turner, Niall Mooney                | Englisch                       | Der Spiegel               |
| 10       | Mikhail             | Leħen Fiċ-Ċpar M/T:: Cyprian Cassar, Cliff Casha                              | Maltesisch                     | Eine Stimme im Nebel      |
| 11       | Aidan               | Reġina M/T:: Aidan Cassar, Boban Apostolov                                    | Englisch, Spanisch, Maltesisch | Königin                   |
| 12       | Nathan              | Creeping Walls M/T:: Dominic Cini, Jonas Gladnikoff, Emil Calleja Bayliss     | Englisch                       | Kriechende Wände          |
| 13       | Klinsmann           | Piranah M/T:: Mats Ygfors, Robin Svensson, Magdalena Ohlin, Gerard James Borg | Englisch                       | -                         |

 Kandidat hat sich für das Halbfinale qualifiziert.
 Kandidat wurde disqualifiziert
Am 26. Januar gab Aidan bekannt rechtliche Schritte gegen seine Disqualifikation einzuleiten.

### Zweites Viertelfinale
Das zweite Viertelfinale soll am 20. Januar 2023 stattfinden. Folgende Künstler werden daran teilnehmen:
| Startnr. | Interpret            | Lied Musik (M) und Text (T)                                                                                              | Sprache  | Übersetzung (inoffiziell)   |
| -------- | -------------------- | --- | -------- | --------------------------- |
| 1        | Francesca Sciberras  | Masquerade M/T:: Marco Debono, Rita Pace                                                                                 | Englisch | Maskerade                   |
| 2        | The Busker           | Dance (Our Own Party) M/T:: David Meilak, Jean Paul Borg, Sean Meachen, Matthew James Borg, Michael Joe Cini             | Englisch | Tanze (Unsere eigene Party) |
| 3        | Lyndsay              | Haunted M/T:: Michael James Down, Will Taylor, Primož Poglajen, Jonas Gladnikoff, Johnny Sanchez, Sara Ljunggren         | Englisch | Verflucht                   |
| 4        | Maxine Pace          | Alone M/T:: Steve Manovski, Shaun Farrugia                                                                               | Englisch | Allein                      |
| 5        | Marie Claire         | Thankful M/T:: Thorghy Landgren, Thomas Rodin, Rickard Bonde Truumeel, Ylva Persson, Linda Persson, Emil Calleja Bayliss | Englisch | Dankbar                     |
| 6        | Ian                  | On my Own M/T:: Melanie Georgiou                                                                                         | Englisch | Ganz alleine                |
| 7        | Kirstie              | Girls Get Down M/T:: Cyprian Cassar, Muxu                                                                                | Englisch |                             |
| 8        | Dario Bezzina        | Bridle Road M/T:: Martin Älenmark, Darren Michaels, Charlie Mason                                                        | Englisch | Feldweg                     |
| 9        | Brooke               | Checkmate M/T:: Brooke Borg, Gerard James Borg, Christian Rabb, Dino Medanhodzic, Lukas Meijer                           | Englisch | Schachmatt                  |
| 10       | Mark Anthony Bartolo | Tears M/T:: Mark Anthony Bartolo                                                                                         | Englisch | Tränen                      |
| 11       | Dan                  | It'll be OK M/T:: Daniel Muscat Caruana                                                                                  | Englisch | Alles wird gut              |
| 12       | Dario                | Pawn in a game M/T:: Henric Pierroff, Emil Vaker, Karin Pierroff                                                         | Englisch | Bauer auf dem Schachbrett   |
| 13       | Matt Blxck           | UP M/T:: Matthew Caruana, Cyprian Cassar                                                                                 | Englisch | Oben                        |

 Kandidat hat sich für das Halbfinale qualifiziert.

### Drittes Viertelfinale
Das dritte Viertelfinale soll am 27. Januar 2023 stattfinden.
| Startnr. | Interpret        | Lied Musik (M) und Text (T)                                                                             | Sprache  | Übersetzung (inoffiziell)         |
| -------- | ---------------- | --- | -------- | --------------------------------- |
| 1        | Andre'           | Broken hill M/T:: Toby Farrugia, David Cassar Torreggiani, Andre' Portelli                              | Englisch | Gebrochener Hügel                 |
| 2        | Bradley Debono   | Blackout M/T:: Christina Magrin                                                                         | Englisch | Stromausfall                      |
| 3        | Cheryl Balzan    | La La Land M/T:: David Cassar Torreggiani, Cheryl Balzan, Toby Farrugia                                 | Englisch | -                                 |
| 4        | James Louis      | Dream M/T:: James Mifsud                                                                                | Englisch | Traum                             |
| 5        | Dominic and Anna | Whatever the Wind May Blow M/T:: Alexander Berger, Michael Tauben, Will Taylor, Jonas Gladnikoff        | Englisch | Was auch immer der Wind wehen mag |
| 6        | Greta Tude       | Sound of my stilettos M/T:: Cyprian Cassar, Muxu, Antoine Farrugia                                      | Englisch | Der Klang meiner Stilettos        |
| 7        | Ryan Hili        | In the Silence M/T:: Aaron Sibley, Natan Dagur, Cyprian Cassar                                          | Englisch | In der Stille                     |
| 8        | Jessika          | Unapologetic M/T:: Jessica Muscat, Stefan Moessle                                                       | Englisch | Entschuldigungslos                |
| 9        | Stefan           | Heartbreaker M/T:: Stefan Galea, Rikki Lee Scicluna, Muxu                                               | Englisch | Herzensbrecher                    |
| 10       | Giada            | I depend on You M/T:: Melanie Georgiou                                                                  | Englisch | Ich verlasse mich auf dich        |
| 11       | John Galea       | Trailblazer M/T:: John Galea                                                                            | Englisch | Wegbereiter                       |
| 12       | Jake             | Love you like that M/T:: Primož Poglajen, Jonas Gladnikoff, Michael James Down                          | Englisch | Ich liebe dich so wie du bist     |
| 13       | Chris Grech      | Indescribable M/T:: Joakim Dubbelman, Gerard James Borg, Jesper Rune, Arve Furset                       | Englisch | Unbeschreiblich                   |
| 14       | Maria Christina  | Our Flame M/T:: Erik Horvath, Rickard Bonde Truumeel, Ylva Persson, Linda Persson, Emil Calleja Bayliss | Englisch | Unsere Flamme                     |

 Kandidat hat sich für das Halbfinale qualifiziert.

## Halbfinale
Das Halbfinale soll am 9. Februar 2023 stattfinden.
| Startnr. | Interpret            | Lied Musik (M) und Text (T)                                                                                  | Sprache    | Übersetzung (inoffiziell)         |
| -------- | -------------------- | --- | ---------- | --------------------------------- |
| 1        | Greta Tude           | Sound of my stilettos M/T:: Cyprian Cassar, Muxu, Antoine Farrugia                                           | Englisch   | Der Klang meiner Stilettos        |
| 2        | Fabrizio Faniello    | Try To Be Better M/T:: Johan Bejerholm                                                                       | Englisch   | Versuche besser zu sein           |
| 3        | Eliana Gomez Blanco  | Guess what M/T:: Ray Agius, Alfred C. Sant                                                                   | Englisch   | Rate mal                          |
| 4        | Andre'               | Broken hill M/T:: Toby Farrugia, David Cassar Torreggiani, Andre' Portelli                                   | Englisch   | Gebrochener Hügel                 |
| 5        | Dan                  | It'll be OK M/T:: Daniel Muscat Caruana                                                                      | Englisch   | Alles wird gut                    |
| 6        | Ian                  | On my Own M/T:: Melanie Georgiou                                                                             | Englisch   | Ganz alleine                      |
| 7        | Ryan Hili            | In the Silence M/T:: Aaron Sibley, Natan Dagur, Cyprian Cassar                                               | Englisch   | In der Stille                     |
| 8        | Mark Anthony Bartolo | Tears M/T:: Mark Anthony Bartolo                                                                             | Englisch   | Tränen                            |
| 9        | Cheryl Balzan        | La La Land M/T:: David Cassar Torreggiani, Cheryl Balzan, Toby Farrugia                                      | Englisch   | -                                 |
| 10       | Dario Bezzina        | Bridle Road M/T:: Martin Älenmark, Darren Michaels, Charlie Mason                                            | Englisch   | Feldweg                           |
| 11       | Nathan               | Creeping Walls M/T:: Dominic Cini, Jonas Gladnikoff, Emil Calleja Bayliss                                    | Englisch   | Kriechende Wände                  |
| 12       | Chris Grech          | Indescribable M/T:: Joakim Dubbelman, Gerard James Borg, Jesper Rune, Arve Furset                            | Englisch   | Unbeschreiblich                   |
| 13       | Brooke               | Checkmate M/T:: Brooke Borg, Gerard James Borg, Christian Rabb, Dino Medanhodzic, Lukas Meijer               | Englisch   | Schachmatt                        |
| 14       | Christian Arding     | Eku Ċar M/T:: Jan van Dijck, Emil Calleja Bayliss                                                            | Maltesisch | Klares Echo                       |
| 15       | Klinsmann            | Piranah M/T:: Mats Ygfors, Robin Svensson, Magdalena Ohlin, Gerard James Borg                                | Englisch   | -                                 |
| 16       | Bradley Debono       | Blackout M/T:: Christina Magrin                                                                              | Englisch   | Stromausfall                      |
| 17       | Geo Debono           | The Mirror M/T:: Daniele Moretti, Natasha Turner, Niall Mooney                                               | Englisch   | Der Spiegel                       |
| 18       | The Busker           | Dance (Our Own Party) M/T:: David Meilak, Jean Paul Borg, Sean Meachen, Matthew James Borg, Michael Joe Cini | Englisch   | Tanze (Unsere eigene Party)       |
| 19       | Maxine Pace          | Alone M/T:: Steve Manovski, Shaun Farrugia                                                                   | Englisch   | Allein                            |
| 20       | Dominic and Anna     | Whatever the Wind May Blow M/T:: Alexander Berger, Michael Tauben, Will Taylor, Jonas Gladnikoff             | Englisch   | Was auch immer der Wind wehen mag |
| 21       | Giada                | I depend on You M/T:: Melanie Georgiou                                                                       | Englisch   | Ich verlasse mich auf dich        |
| 22       | Stefan               | Heartbreaker M/T:: Stefan Galea, Rikki Lee Scicluna, Muxu                                                    | Englisch   | Herzensbrecher                    |
| 23       | Mikhail              | Leħen Fiċ-Ċpar M/T:: Cyprian Cassar, Cliff Casha                                                             | Maltesisch | Eine Stimme im Nebel              |
| 24       | Matt Blxck           | UP M/T:: Matthew Caruana, Cyprian Cassar                                                                     | Englisch   | Oben                              |

 Kandidat hat sich für das Finale qualifiziert.

## Finale
Das Finale fand am 11. Februar 2023 statt.
| Platz | Startnr. | Interpret           | Lied Musik (M) und Text (T)                                                                                  | Sprache    | Übersetzung (inoffiziell)   | Jury | Televoting | Gesamt |
| ----- | -------- | ------------------- | --- | ---------- | --------------------------- | ---- | ---------- | ------ |
| 1.    | 9        | The Busker          | Dance (Our Own Party) M/T:: David Meilak, Jean Paul Borg, Sean Meachen, Matthew James Borg, Michael Joe Cini | Englisch   | Tanze (Unsere eigene Party) | 41   | 80         | 121    |
| 2.    | 14       | Ryan Hili           | In the Silence M/T:: Aaron Sibley, Natan Dagur, Cyprian Cassar                                               | Englisch   | In der Stille               | 41   | 44         | 85     |
| 3.    | 11       | Matt Blxck          | UP M/T:: Matthew Caruana, Cyprian Cassar                                                                     | Englisch   | Oben                        | 45   | 31         | 76     |
| 4.    | 3        | Maxine Pace         | Alone M/T:: Steve Manovski, Shaun Farrugia                                                                   | Englisch   | Allein                      | 28   | 45         | 73     |
| 5.    | 6        | Brooke              | Checkmate M/T:: Brooke Borg, Gerard James Borg, Christian Rabb, Dino Medanhodzic, Lukas Meijer               | Englisch   | Schachmatt                  | 39   | 31         | 70     |
| 6.    | 2        | Chris Grech         | Indescribable M/T:: Joakim Dubbelman, Gerard James Borg, Jesper Rune, Arve Furset                            | Englisch   | Unbeschreiblich             | 27   | 7          | 34     |
| 7.    | 7        | Ian                 | On my Own M/T:: Melanie Georgiou                                                                             | Englisch   | Ganz alleine                | 19   | 3          | 22     |
| 8.    | 4        | Fabrizio Faniello   | Try To Be Better M/T:: Johan Bejerholm                                                                       | Englisch   | Versuche besser zu sein     | 12   | 9          | 21     |
| 9.    | 8        | Eliana Gomez Blanco | Guess what M/T:: Ray Agius, Alfred C. Sant                                                                   | Englisch   | Rate mal                    | 10   | 10         | 20     |
| 10.   | 13       | Christian Arding    | Eku Ċar M/T:: Jan van Dijck, Emil Calleja Bayliss                                                            | Maltesisch | Klares Echo                 | 11   | 6          | 17     |
| 11.   | 1        | Nathan              | Creeping Walls M/T:: Dominic Cini, Jonas Gladnikoff, Emil Calleja Bayliss                                    | Englisch   | Kriechende Wände            | 3    | 9          | 12     |
| 12.   | 15       | Dan                 | It'll be OK M/T:: Daniel Muscat Caruana                                                                      | Englisch   | Alles wird gut              | 8    | 2          | 10     |
| 13.   | 12       | Cheryl Balzan       | La La Land M/T:: David Cassar Torreggiani, Cheryl Balzan, Toby Farrugia                                      | Englisch   | -                           | 5    | 4          | 9      |
| 14.   | 10       | Giada               | I depend on You M/T:: Melanie Georgiou                                                                       | Englisch   | Ich verlasse mich auf dich  | 1    | 2          | 3      |
| 15.   | 5        | Geo Debono          | The Mirror M/T:: Daniele Moretti, Natasha Turner, Niall Mooney                                               | Englisch   | Der Spiegel                 | 0    | 3          | 3      |
| 15.   | 16       | Stefan              | Heartbreaker M/T:: Stefan Galea, Rikki Lee Scicluna, Muxu                                                    | Englisch   | Herzensbrecher              | 0    | 3          | 3      |

### Juryvoting
| Startnr. | Interpret           | Lied                  | Sergio Gor | Corazon Mizzi | Matthew Bugeja | Antoine Farrugia | Dorothy Bezzina | Gesamt |
| -------- | ------------------- | --------------------- | ---------- | ------------- | -------------- | ---------------- | --------------- | ------ |
| 1        | Nathan              | Creeping Walls        | -          | 2             | 1              | -                | -               | 3      |
| 2        | Chris Grech         | Indescribable         | 6          | 8             | 4              | 4                | 5               | 27     |
| 3        | Maxine Pace         | Alone                 | 2          | 6             | 6              | 10               | 4               | 28     |
| 4        | Fabrizio Faniello   | Try To Be Better      | 4          | 1             | 2              | -                | -               | 12     |
| 5        | Geo Debono          | The Mirror            | -          | -             | -              | -                | -               | 0      |
| 6        | Brooke              | Checkmate             | 12         | 5             | 10             | 6                | 6               | 39     |
| 7        | Ian                 | On my Own             | 8          | 3             | -              | 5                | 8               | 19     |
| 8        | Eliana Gomez Blanco | Guess what            | 7          | -             | -              | -                | 3               | 10     |
| 9        | The Busker          | Dance (Our Own Party) | 5          | 7             | 5              | 12               | 12              | 41     |
| 10       | Giada               | I depend on You       | 1          | -             | -              | -                | -               | 1      |
| 11       | Matt Blxck          | UP                    | 10         | 10            | 7              | 8                | 10              | 45     |
| 12       | Cheryl Balzan       | La La Land            | -          | -             | 3              | 2                | -               | 5      |
| 13       | Christian Arding    | Eku Ċar               | -          | -             | 8              | 1                | 2               | 11     |
| 14       | Ryan Hili           | In the Silence        | 3          | 12            | 12             | 7                | 7               | 41     |
| 15       | Dan                 | It'll be OK           | -          | 4             | -              | 3                | 1               | 8      |
| 16       | Stefan              | Heartbreaker          | -          | -             | -              | -                | -               | 0      |